# Sergio Alfredo Gualberti Calandrina
Sergio Alfredo Gualberti Calandrina (n. Clusone, Lombardía, Italia, 8 de noviembre de 1945) es un arzobispo católico, profesor y misionero italiano afincado en Bolivia.

## Biografía
Nació el 8 de noviembre del año 1945 en la localidad italiana de Clusone, perteneciente a la Provincia de Bérgamo y Región de Lombardía.
Es hijo de Juan y María Calandrina, ambos ya fallecidos. Tiene dos hermanos llamados Modesto y Giusy.
Cuando era jovencito descubrió su vocación sacerdotal y eso le llevó a querer ingresar en el Seminario de Bérgamo, donde realizó su formación eclesiástica.
Fue ordenado sacerdote el día 26 de junio de 1971 para la diócesis de Bérgamo, por el entonces obispo Clemente Gaddi.
Tras su ordenación marchó hacia Suiza donde inició su ministerio sacerdotal como capellán de los emigrantes italianos en la ciudad de Neuchâtel.
Luego en noviembre de 1979 se fue a Bolivia como sacerdote misionero "Fidei Donum" en La Paz.
Allí desempeñó los cargos de vicario parroquial y Párroco de la Iglesia El Salvador; asesor del Consejo Nacional de Laicos; encargado del Servicio Nacional de Animación de las Comunidades Eclesiales de Base; en la Conferencia Episcopal Boliviana (CEB) fue Secretario para la Pastoral, Coordinador de las Comisiones Episcopales y Secretario General Adjunto. También fue profesor de Sagrada escritura en el Seminario Mayor San Jerónimo de La Paz.
El 7 de mayo de 1999 ascendió al episcopado, cuando el Papa Juan Pablo II le nombró obispo auxiliar de la arquidiócesis de Santa Cruz de la Sierra y obispo titular de la antigua sede eclesiástica de Arsacal.
Recibió la consagración episcopal el 22 de julio de ese mismo año en la Catedral Metropolitana Basílica menor de San Lorenzo, a manos del entonces arzobispo Julio Terrazas Sandoval. Tuvo como co-consagrantes al entonces Nuncio Apostólico en Bolivia, Rino Passigato y al entonces Obispo de Bérgamo, Roberto Amadei.
Como obispo auxiliar se ha desempeñado en las labores de Encargado de la Pastoral Arquidiocesana y Responsable del Área de Comunión Eclesial; Encargado de las Vicarías San Pedro y San Pablo en la ciudad y de las Vicarías del campo Santiago Apóstol y Beato Juan XXIII; y Presidente del Tribunal Eclesiástico.
Posteriormente el 28 de septiembre de 2011, el papa Benedicto XVI le nombró Arzobispo Coadjutor de Santa Cruz de la Sierra.
El 25 de mayo de 2013 asume la titularidad del gobierno pastoral de la arquidiócesis de Santa Cruz de la Sierra como nuevo arzobispo metropolitano, en sucesión de Julio Terrazas Sandoval que presentó al papa Francisco su renuncia por motivos de edad.
Ya como nuevo obispo y arzobispo se ha desempeñado dentro de la Conferencia Episcopal como Presidente por dos períodos de la Comisión de Misiones, Ecumenismo y Culturas; presidente del Área de Evangelización por dos períodos; y responsable de la Sección de Comunicación.
También dentro del Consejo Episcopal Latinoamericano (CELAM) se ha desempeñado como responsable de la Sección de Parroquias, CEBs y Pequeñas Comunidades del; y ha sido delegado de Bolivia en la V Conferencia General del Episcopado Latinoamericano y del Caribe, que tuvo lugar 13 y 31 de mayo de 2007 en la ciudad de Aparecida (Brasil).